# Другое небо
«Другое небо» — художественный фильм Дмитрия Мамулии.

## Сюжет
Али из средней Азии отправляется вместе со своим сыном в большой город в поисках своей жены. Однако не всё так просто, как казалось, но Али не намерен сдаваться.

## В ролях
- Хабиб Буфарес — Али
- Митра Зейхеди — Мариам, жена Али
- Амирза Мухамади — Махмуд, сын Али и Мариам

## Отзывы
История о том, как гастарбайтер Али отправляется в Москву искать свою пропавшую жену, вызвала немало откликов в прессе.
Кино — это фотографический вид искусства. Объектив фиксирует окружающую действительность, и режиссёр не властен над нею настолько же, насколько властен писатель или художник. Поэтому режиссёр должен быть в хорошем контакте с этой действительностью, которая все время меняется.
Так, Ольга Шакина («Искусство кино») считает, что и в короткометражке «Москва», и в полнометражном фильме «Другое небо» Мамулия «чертит карту параллельной реальности». Основной задачей режиссёра, по мнению рецензента, всегда было стремление «выбивать из-под публики табуретки» и «сдирать корку с любого смысла».
В рецензии, посвящённой итогам «Кинотавра», обозреватель включает Мамулию в число авторов «с врождённым чувством кино» и проводит параллель между «Другим небом» и брессоновской отчуждённостью большого города.
Андрей Плахов («Коммерсантъ») обнаружил в творческом почерке Дмитрия Мамулии движение по пути Пазолини — родство обозначилось в поисках истинной природы «образов в низких социальных сферах, в кругах люмпенов, заблудших тел и душ».
Станислав Битюцкий («Cineticle») после просмотра «Другого неба» назвал эту ленту многоуровневым произведением, которое не поддаётся «обузданию или поиску каких-то параллелей».
Журналист Андрей Архангельский («Огонёк») увидел в фильме «редкий пример современного европейского кино, с его подчеркнуто реалистической формой, жёсткой структурой и философским подтекстом».
Во время демонстрации картины «Другое небо» на «Закрытом показе» Александра Гордона (Первый канал) мнения экспертов разделились. Позиция «За» была выражена журналистом Максимом Шевченко, кинокритиками Еленой Стишовой, Евгенией Леоновой, Тамарой Дондурей, режиссёром Владимиром Фенченко. На позиции «против» выступили актёр Сергей Солоницын, кинокритики Катя Тарханова и Игорь Манцов, сценаристы Юрий Коротков и Марина Потапова.

## Награды
- 2010 год — XXI ОРКФ «Кинотавр»
  - Приз имени Микаэла Таривердиева за лучшую музыку к фильму — Анна Музыченко[7].
- 2010 год — 45-й Кинофестиваль в Карловых Варах, особое упоминание жюри[8].
- 2010 год — Кинофестиваль в Котбусе, специальный приз жюри, приз за лучший дебют и премия FIPRESCI[9].
- 2011 год — Ника в номинации «Открытие года»[10].